# Kemijoki
Le Kemijoki est le plus long fleuve de Finlande et il a son embouchure en mer Baltique.

## Géographie
Né au nord du cercle polaire, il arrose Kemijärvi et Rovaniemi avant de rejoindre la mer Baltique, ou plus précisément le golfe de Botnie, à Kemi. Ses principaux affluents sont l'Ounasjoki, la Luiro, la Kitinen et la Kemihaara.

## Aménagements

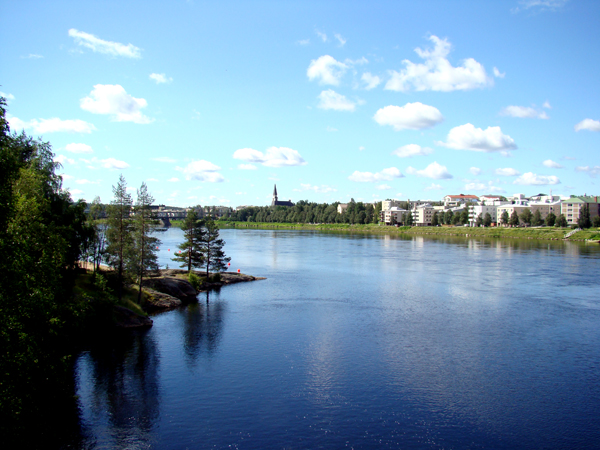
Le fleuve Kemijoki à Rovaniemi

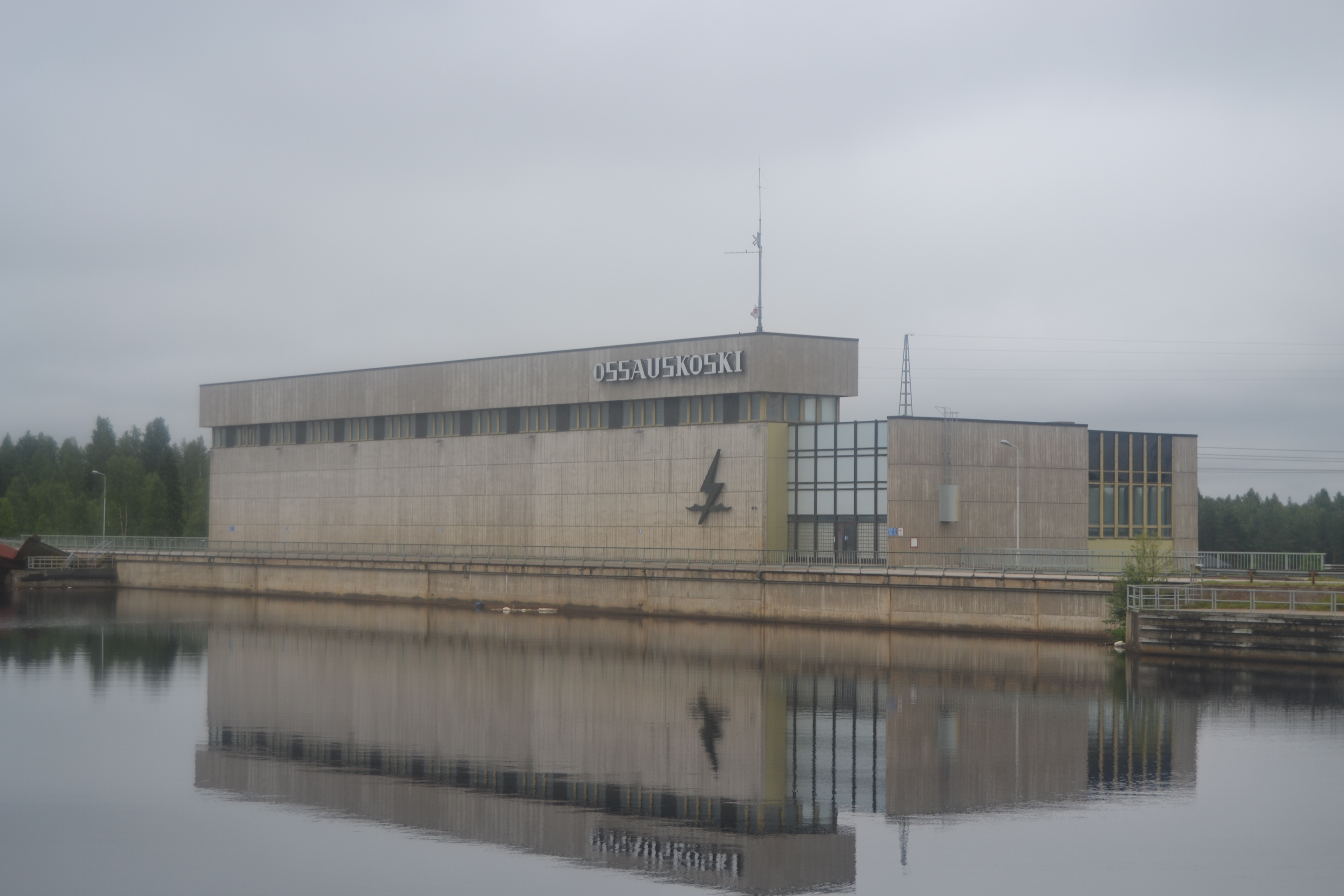
Centrale hydroélectrique d'Ossauskoski.

Quinze ouvrages hydroélectriques jalonnent son cours ; le plus ancien construit en 1937 est la centrale hydroélectrique d'Isohaara.
Les centrales sont dans l'ordre:
| Nom           | Puissance (MW) | Hauteur (m) | Rivière/ fleuve | Lieux         | Sté   |
| ------------- | -------------- | ----------- | --------------- | ------------- | ----- |
| Isohaara      | 106            | 12,2        | Kemijoki        | Kemi Keminmaa | [ 3 ] |
| Taivalkoski   | 133            | 20,0        | Kemijoki        | Keminmaa      | [ 3 ] |
| Ossauskoski   | 93             | 15,5        | Kemijoki        | Tervola       | [ 4 ] |
| Petäjäskoski  | 154            | 20,5        | Kemijoki        | Rovaniemi     | [ 4 ] |
| Valajaskoski  | 101            | 11,5        | Kemijoki        | Rovaniemi     | [ 4 ] |
| Permantokoski | 11             | 24,0        | Raudanjoki      | Rovaniemi     | [ 4 ] |
| Vanttauskoski | 83             | 22,0        | Kemijoki        | Rovaniemi     | [ 4 ] |
| Kaihua        | 4,2            | 45?         | Kaihuanjoki     | Rovaniemi     | [ 5 ] |
| Kaarni        | 1,3            | 19?         | Kaihuanjoki     | Rovaniemi     | [ 5 ] |
| Juotas        | 3,8            | 29?         | Juotasjoki      | Rovaniemi     | [ 6 ] |
| Pirttikoski   | 110            | 26,0        | Kemijoki        | Rovaniemi     | [ 4 ] |
| Seitakorva    | 130            | 24,0– 17,0  | Kemijoki        | Kemijärvi     | [ 4 ] |
| Jumisko       | 30             | 96,0        | Askanjoki       | Kemijärvi     | [ 3 ] |
| Kokkosniva    | 25             | 11,5        | Kitinen         | Pelkosenniemi | [ 4 ] |
| Kurkiaska     | 27             | 12,5        | Kitinen         | Sodankylä     | [ 4 ] |
| Kelukoski     | 9,8            | 7,0         | Kitinen         | Sodankylä     | [ 4 ] |
| Matarakoski   | 11             | 7,0         | Kitinen         | Sodankylä     | [ 4 ] |
| Vajukoski     | 21             | 16,0        | Kitinen         | Sodankylä     | [ 4 ] |
| Kurittukoski  | 15             | 11,0        | Kitinen         | Sodankylä     | [ 4 ] |
| Porttipahta   | 35             | 30,0        | Kitinen         | Sodankylä     | [ 4 ] |
| Lokka         | 0,15           | 7,0– 12,0   | Luiro           | Sodankylä     | [ 4 ] |

## Bassin versant
Son bassin versant fait 51 127,3 km2 Le bassin versant est en Finlande et Russie.